# Gold Coast United FC
Gold Coast United Football Club és un club de futbol professional d'Austràlia, ubicat a la ciutat de Gold Coast, a l'estat de Queensland. Va ser fundat el 2008 i juga a l'A-League.

## Història
L'origen del club sorgeix a través d'un estudi, per part de l'A-League, d'una futura expansió del campionat a 10 equips. A partir d'aquí diversos empresaris liderats per Fred Taplin van decidir formar un consorci, sota el nom de Gold Coast Galaxy FC. La seva intenció era participar en la temporada 2008-09 juntament amb un altre equip, el North Queensland Thunder. Galaxy complia amb les condicions per ingressar, però diversos problemes en l'equip dels Thunder van provocar que l'organització de la lliga posposés l'ingrés de Gold Coast, al·legant que una lliga amb nou formacions estaria descompensada. Durant aquesta temporada van sonar diversos jugadors com Nwankwo Kanu o Felipe de Souza Campos, però en no ficar-se a la lliga les negociacions es van trencar.
La temporada 2009-10 el Gold Coast va ser una de les dues franquícies admeses en l'expansió de l'A-League. En aquells dies la franquícia estava dirigida per un nou equip empresarial liderat per Clive Palmer, qui va signar un acord amb la Federació de Futbol d'Austràlia per encarregar-se d'un equip de futbol per a la temporada 2009-10. El club va passar a anomenar-se Gold Coast United FC, i va començar a reforçar-se amb importants adquisicions com la de Jason Culina, com a jugador franquícia del club, el porter Jess Vanstrattan o el davanter Shane Smeltz entre d'altres. En el seu debut van acabar tercers a la lliga i van caure a la primera ronda de la fase final davant del Newcastle United Jets FC.

## Estadi
El Gold Coast United juga al Robina Stadium, situat al suburbi de Robina de la ciutat de Gold Coast. Té capacitat per a 27.400 espectadors, i també és usat per l'equip de rugbi a 13 Gold Coast Titans per als seus partits de la National Rugby League.